# Rhododendron 'Furnivals Daughter'
Sorten Furnivals Daughter  er en middelhøj busk med en løs og kugleformet vækst. Denne sort af rododendron kendes på de lysrosa blomster og er formentlig opstået ved en selvbestøvning af sorten 'Mrs. Furnivall'. 

## Beskrivelse
Bladene er stedsegrønne, bredt ovale og meget store. Oversiden er friskgrøn, mens undersiden er mat lysegrøn. Blomstringen sker fra slutningen af maj til lidt ind i juni, hvor busken bærer stande med 8-12 store, lysrosa blomster, der hver har en mørkerød svælgtegning. Frugterne er tørre, opsprækkende kapsler.
Rodnettet er meget tæt forgrenet med filtede finrødder. Planten er afhængig af at få etableret en symbiose med mykorrhiza-svampe.
Højde x bredde og årlig tilvækst: 2,50 x 2,50 m (15 x 15 cm/år).

## Anvendelse
Sorten er – som alle bladstedsegrønne – sart over for barfrost. Den bør derfor plantes i let skygge fra bygninger eller overstandere.
I haven er den en af de rho. der har den længste blomstring, hvilket gør den attraktiv.

## Synonym
'Furnivall's Daughter'